# Muritaia longispinata
Muritaia longispinata is een spinnensoort in de taxonomische indeling van de nachtkaardespinnen (Amaurobiidae).
Het dier behoort tot het geslacht Muritaia. De wetenschappelijke naam van de soort werd voor het eerst geldig gepubliceerd in 1973 door Raymond Robert Forster & Wilton.